# Gardelegen
Gardelegen (pronunciación en alemán: /ˈɡaʁdəleːɡn̩/ⓘ) es una población del estado de Sajonia-Anhalt, en Alemania. Se encuentra situada en el margen derecho del río Milde.
Cuenta con un templo católico, tres iglesias evangélicas y un hospital, fundado en 1285. Hay considerable número de empresas de manufacturas, especialmente maquinaria agrícola, y su cerveza tiene una gran reputación.

## Historia
Gardelegen fue fundada en el siglo X (las primeras referencias escritas datan del año 1196). La fecha exacta cuando obtuvo el título y los privilegios de una ciudad sigue siendo desconocida. En 1241 fue mencionada como una "civitas" lo podría significar una ciudad.  En un paraje cercano, Luis V de Baviera logró, en 1343, una importante victoria sobre Otón de Brunswick.  En 1358, Gardelegen entró en la Liga Hanseática. Sufrió mucho durante la Guerra de los Treinta Años y en 1775 fue arrasada por las fuerzas francesas.
Durante la Segunda Guerra Mundial, el 13 de abril de 1945, 1016 prisioneros de campos de concentración fueron quemados vivos por los alemanes en la denominada Isenschnibbler Feldscheune. Actualmente, en el lugar de los hechos se levanta un monumento a los fallecidos. Murieron 52 habitantes de la ciudad durante un bombardeo el 15 de marzo de 1945. La iglesia Nicolaikirche y otros edificios más fueron destruidos.
El 10 de marzo de 1964, en el máximo apogeo de la guerra fría, un avión de reconocimiento Douglas B-66 Destroyer de la USAF de Estados Unidos fue derribado por cazas soviéticos cerca de la ciudad. La tripulación fue rescatada y entregada de nuevo a Berlín occidental por las fuerzas soviéticas.
Gardelegen es actualmente el tercer municipio más extenso de Alemania, después de haber incorporado 18 poblaciones vecinas, en 2011, siendo el municipio más grande de la antigua Alemania del Este.

## Lugares de interés
Gardelegen cuenta con varias casas con entramado de madera en la calle mayor (Ernst-Thälmann-Straße) y en la calle Nicolaistraße así como con una parte conservada de la muralla medieval con una torre. En el norte de la ciudad se ubica la gótica Capilla de San Jorge (St. Georgskapelle). El documento más antiguo que la menciona como la capilla de un hospital fue redactado en 1362. La capilla fue renovada y aumentada en 1734, y hoy sirve de sala para conciertos y exposiciones. En la Edad Media fueron tratados enfermos con enfermedades infecciosas en el hospital fuera de la ciudad rodeada por un sistema de fosos y terraplenes. Originalmente Gardelegen tenía una muralla con tres puertas. La Puerta de Salzwedel (Salzwedeler Tor), construida en 1565 en el norte, está bien conservada. Una parte de la Puerta de Stendal (Stendaler Tor) está conservada en el sudeste. La Puerta de Magdeburgo (Magdeburge Tor) en el sudoeste, sin embargo, fue derrumbada completamente en el siglo XIX.
La iglesia de San Nicolai construida en el siglo XIV fue seriamente dañada por un bombardeo el 15 de marzo de 1945. La nave sigue siendo una ruina y la torre fue renovada.  Hay un proyecto para transformar la iglesia en una sala para conciertos. San Espíritu (St. Spiritus) es un anterior monasterio construido en 1591 en un estilo renacentista. El documento más antiguo que lo menciona como un edificio de un hospital fue redactado en 1319. La Iglesia de Santa María (Marienkirche) fue construida en el año 1200 aproximadamente en un estilo romano con cinco naves. La iglesia fue convertida en un impresionante edificio gótico en el siglo XIV. El Ayuntamiento es un edificio barroco construido entre 1522 y 1526 con alas añadidos en un estilo neogótico.

## Gallery

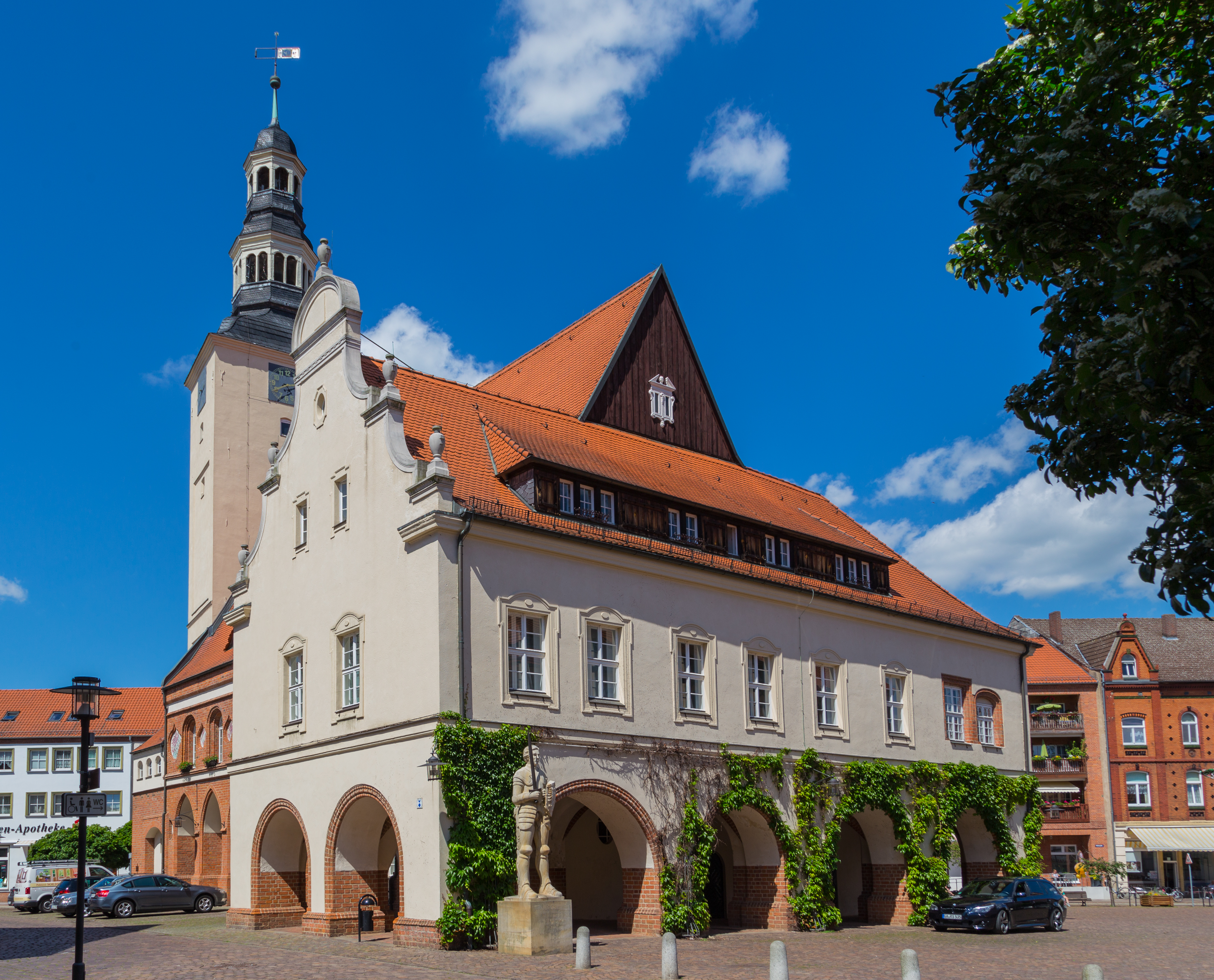
Ayuntamiento
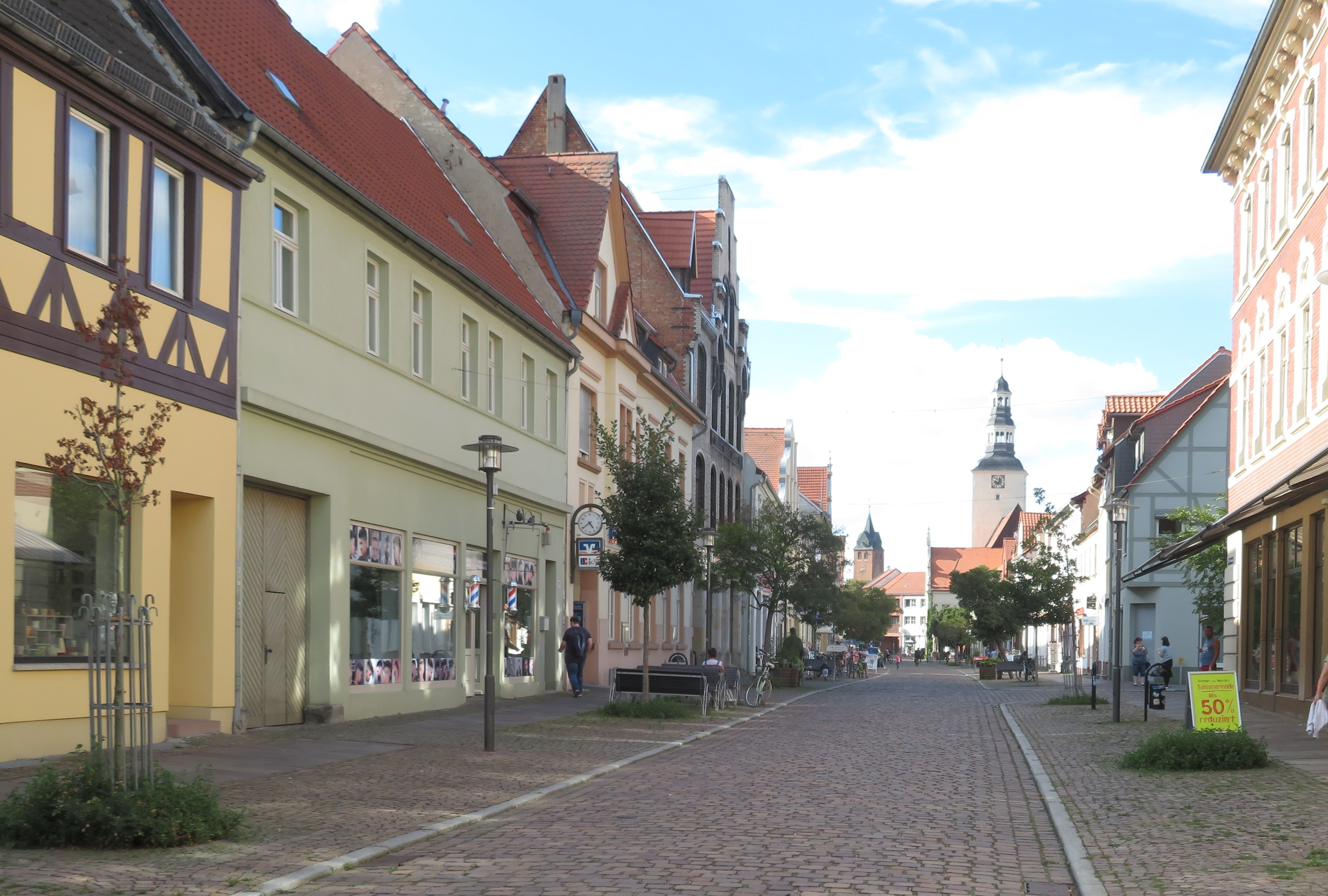
Calle mayor (Ernst-Thälmann-Straße)
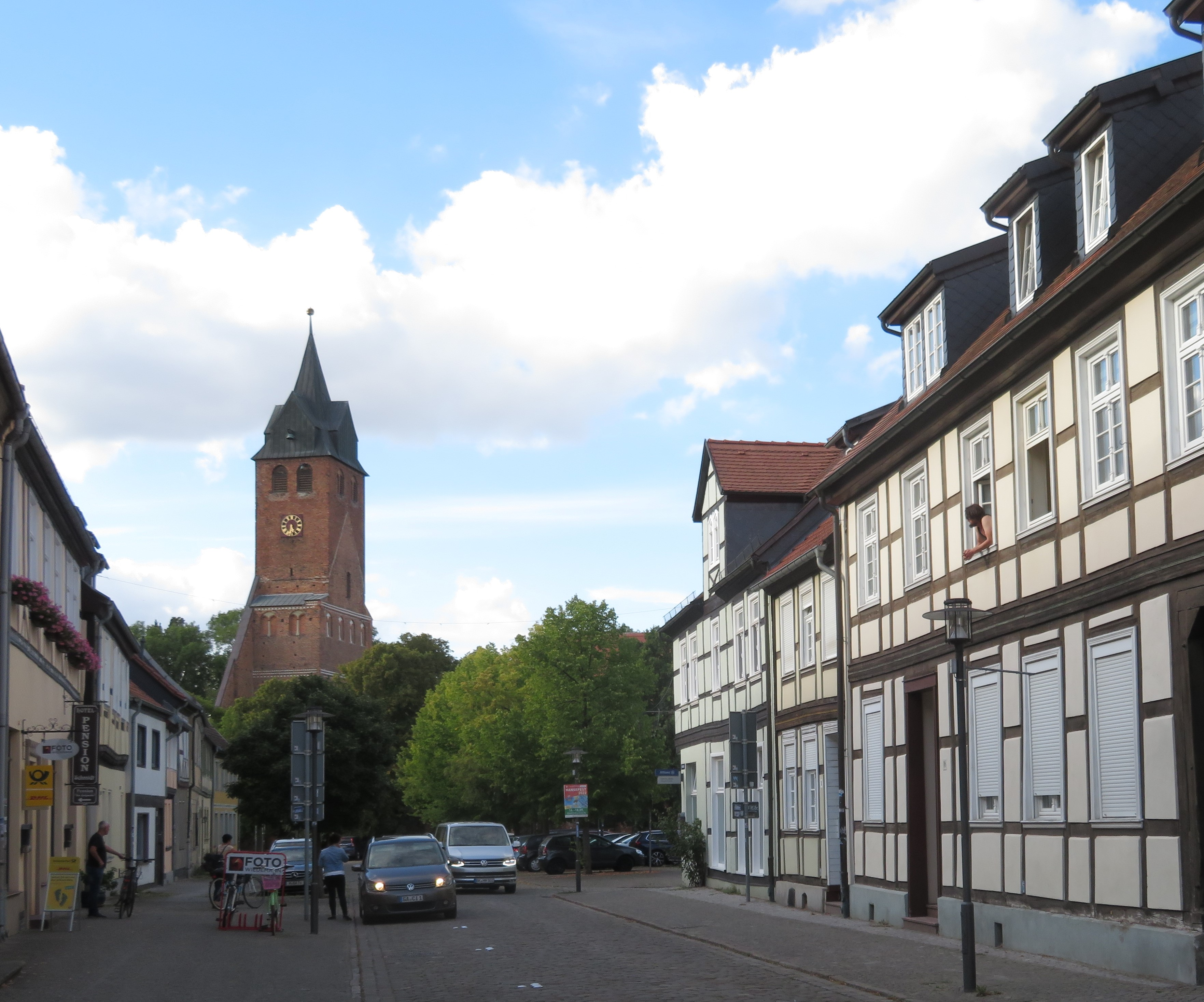
Calle Nicolaistraße con la Iglesia de San Nicolai
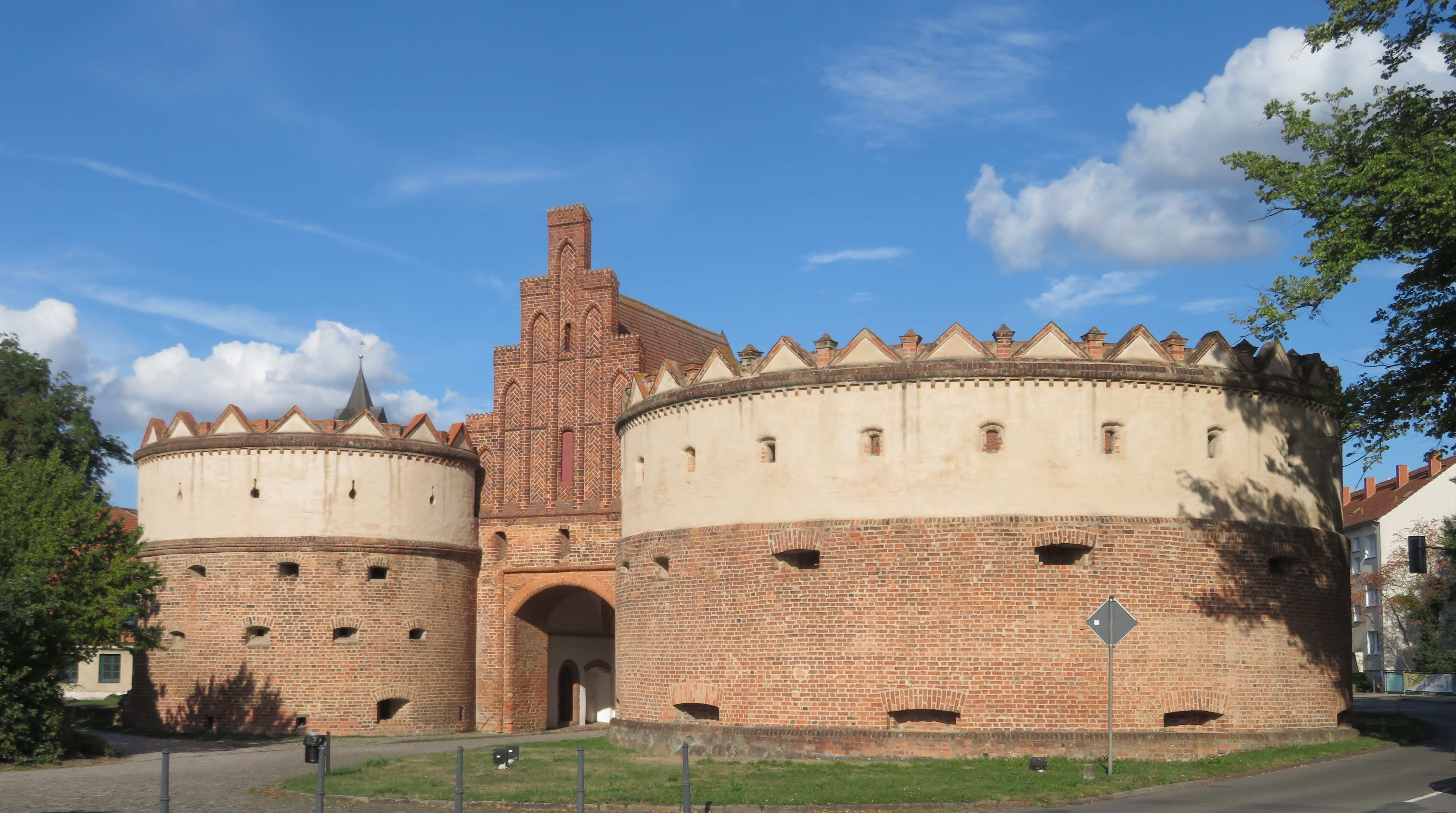
Puerta medieval de Salzwedel
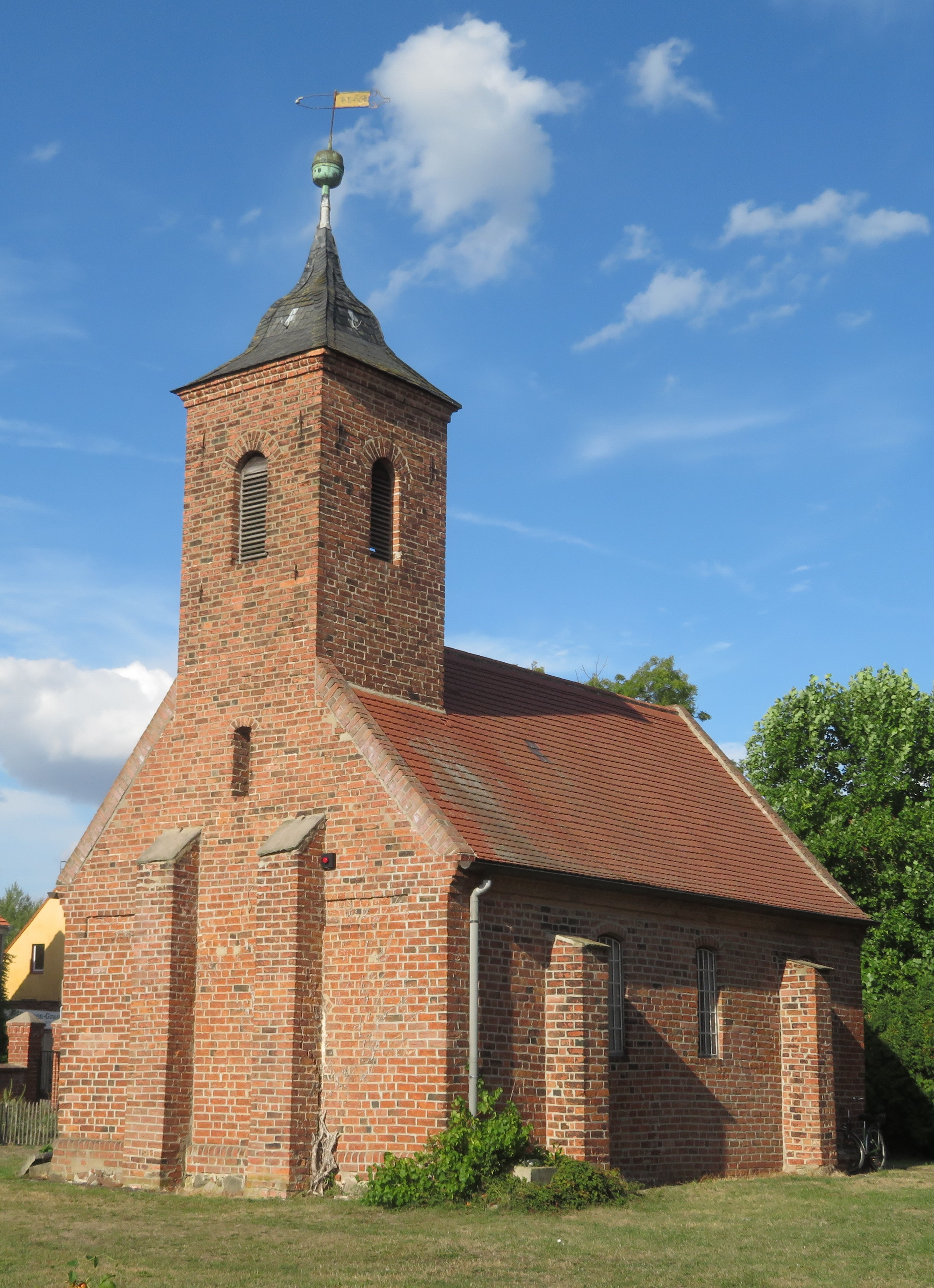
Capilla de San Jorge (St. Georgs-Kapelle)
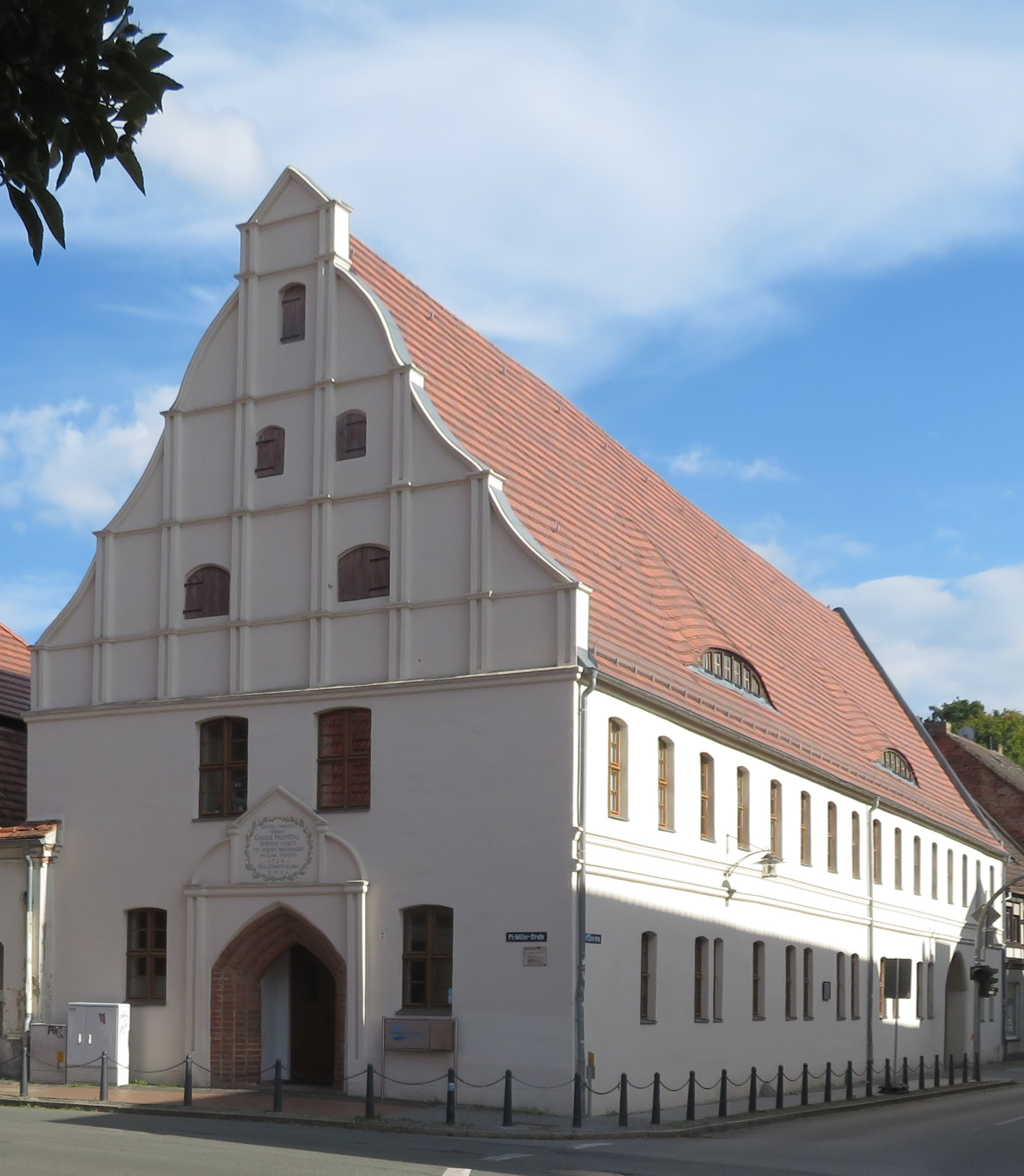
Anterior hospital St. Spiritus
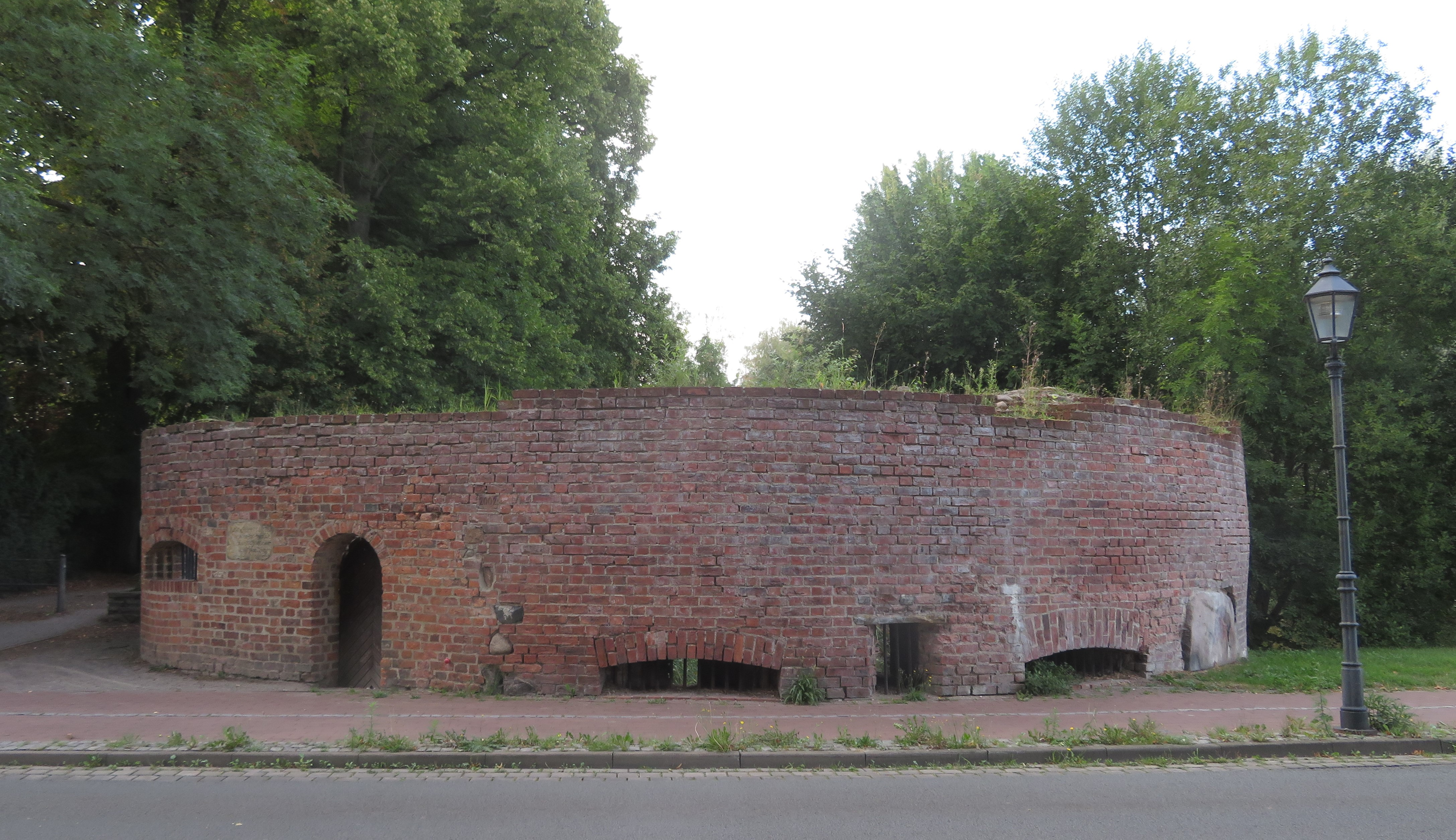
Puerta medieval de Stendal
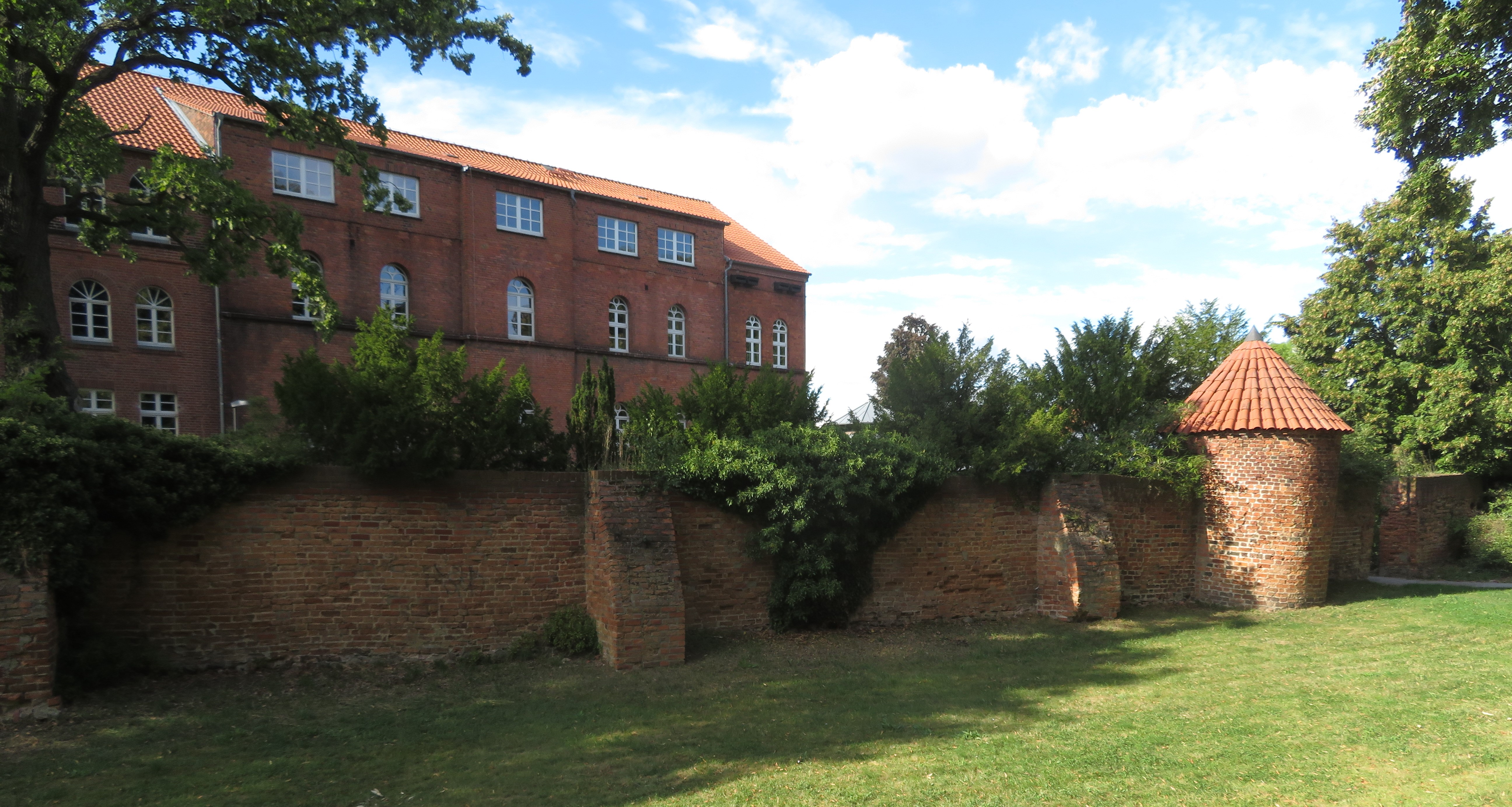
Muralla medieval